# Aleksandr Porsev
Aleksandr Porsev (21 de febrero de 1986) es un ciclista ruso. Debutó como profesional el año 2011 con el equipo ruso Team Katusha tras haber estado cuatro años en sus diferentes equipos filiales.

## Palmarés
2010
- 2 etapas del Tour de Eslovaquia

2013
- 1 etapa del Tour de Luxemburgo

2014
- Campeonato de Rusia en Ruta

2016
- 1 etapa del Tour de Eslovenia

2017
- Campeonato de Rusia en Ruta

2018
- 2.º en el Campeonato de Rusia en Ruta

## Resultados en Grandes Vueltas y Campeonatos del Mundo
| Carrera         | Carrera         | 2008 | 2009 | 2010 | 2011  | 2012 | 2013 | 2014 | 2015  | 2016  | 2017 | 2018 | 2019 |
| --------------- | --------------- | ---- | ---- | ---- | ----- | ---- | ---- | ---- | ----- | ----- | ---- | ---- | ---- |
|                 | Giro de Italia  | —    | —    | —    | —     | —    | —    | —    | 132.º | 145.º | —    | —    | —    |
|                 | Tour de Francia | —    | —    | —    | —     | —    | —    | Ab.  | —     | —     | —    | —    | —    |
|                 | Vuelta a España | —    | —    | —    | —     | —    | —    | —    | —     | —     | —    | —    | —    |
| Mundial en Ruta | Mundial en Ruta | —    | Ab.  | Ab.  | 160.º | —    | —    | —    | —     | 26.º  | Ab.  | —    | —    |

—: no participa

Ab.: abandono

## Equipos
- Itera-Katusha (2008-2010)
- Katusha (2011-2016)
- Gazprom-RusVelo (2017-2019)